# Іванов Андрій Петрович
Андрій Петрович Іванов  (1905, Проскурів — †27 жовтня 1946, Колима) — Проскурівський окружний провідник ОУН, заступник редактора газети «Український голос».

## Біографія
Андрій Іванов був корінним жителем Проскурова, росіянином за національністю. За його свідченнями в редакції газети «Український голос» — часопису управи м. Проскурова та окружної управи, діяв осередок ОУН. В редакції націоналістична робота проводилась активно і відкрито. Сюди доставлялася зі Львова й розповсюджувалась по окрузі література, тут читали газету «Наступ», що видавалася у Празі, та інші видання, тут проводилися зустрічі з активістами окружної організації, тут у листопаді 1941 року відбулися збори, на яких, власне, й був організаційно оформлений осередок ОУН. Тоді ж кожному було надано псевдо. Андрій Іванов отрима — «Чорний».. Після від'їзду Петра Януша до Кам'янця-Подільського його посаду заступника редактора і окружного провідника ОУН(м) зайняв Іванов.
Як згадував поет Григорій Храпач:
|  | Під час німецької окупації до нас у село надходило з Проскурова кілька примірників газети «Український голос». Це була справжня українська газета, яких за радянської влади годі було й сподіватися. Звісно, в ній віддавалась певна вимушена данина німецькій владі, але того, мабуть, я навіть не помічав. Для мене важливим було те, що часопис ніс на своїх сторінках український дух і найголовнішу мету для кожного українця – побудову своєї національної держави. Захоплений патріотичним змістом газети, напровесні 1942 року я зі своїми віршами пішов до Проскурова, розшукав редакцію. Там тепло прийняв мене і дав добірку моїх поезій завідувач відділу культури і літератури Андрій Задума – під таким псевдонімом він публікував свої статті, вірші, п'єси, оповідання. |

Андрія Іванова у квітні 1945 року військовий трибунал СРСР засудив до 20 років каторги. У 1995 році він був повністю реабілітований.